# Råmyran
Råmyran är ett naturreservat i Skinnskattebergs kommun i Västmanlands län.
Området är naturskyddat sedan 2003 och är 119 hektar stort. Reservatet omfattar våtmarken Råmyran med bäcken Råmyrbäcken och omgivande skog. 